# Grand Prix automobile du Canada 1979
Résultats du Grand Prix du Canada de Formule 1 1979 qui a eu lieu sur le circuit de l'Île Notre-Dame à Montréal le 30 septembre 1979.

## Classement
| Pos  | N° | Pilote                | Voiture         | Tours | Temps/Abandon                         | Grille | Points |
| ---- | -- | --------------------- | --------------- | ----- | ------------------------------------- | ------ | ------ |
| 1    | 27 | Alan Jones            | Williams-Ford   | 72    | 1 h 52 min 06 s 892                   | 1      | 9      |
| 2    | 12 | Gilles Villeneuve     | Ferrari         | 72    | +1 s 080                              | 2      | 6      |
| 3    | 28 | Clay Regazzoni        | Williams-Ford   | 72    | +1 min 13 s 656                       | 3      | 4      |
| 4    | 11 | Jody Scheckter        | Ferrari         | 71    | +1 tour                               | 9      | 3      |
| 5    | 3  | Didier Pironi         | Tyrrell-Ford    | 71    | +1 tour                               | 6      | 2      |
| 6    | 7  | John Watson           | McLaren-Ford    | 70    | +2 tours                              | 17     | 1      |
| 7    | 5  | Ricardo Zunino        | Brabham-Ford    | 68    | +4 tours                              | 17     |        |
| 8    | 14 | Emerson Fittipaldi    | Fittipaldi-Ford | 67    | +5 tours                              | 15     |        |
| 9    | 17 | Jan Lammers           | Shadow-Ford     | 67    | +5 tours                              | 21     |        |
| 10   | 1  | Mario Andretti        | Lotus-Ford      | 66    | Panne d'essence                       | 10     |        |
| Abd. | 6  | Nelson Piquet         | Brabham-Ford    | 61    | Boîte de vitesses                     | 4      |        |
| Abd. | 36 | Vittorio Brambilla    | Alfa Romeo      | 52    | Distribution d'essence                | 18     |        |
| Abd. | 25 | Jacky Ickx            | Ligier-Ford     | 47    | Boîte de vitesses                     | 16     |        |
| Abd. | 4  | Jean-Pierre Jarier    | Tyrrell-Ford    | 33    | Moteur                                | 13     |        |
| Abd. | 33 | Derek Daly            | Tyrrell-Ford    | 28    | Moteur                                | 24     |        |
| Abd. | 31 | Héctor Rebaque        | Rebaque-Ford    | 26    | Châssis                               | 22     |        |
| Abd. | 15 | Jean-Pierre Jabouille | Renault         | 24    | Freins                                | 7      |        |
| Abd. | 18 | Elio De Angelis       | Shadow-Ford     | 24    | Allumage                              | 23     |        |
| Abd. | 2  | Carlos Reutemann      | Lotus-Ford      | 23    | Suspension                            | 11     |        |
| Abd. | 29 | Riccardo Patrese      | Arrows-Ford     | 20    | Sortie de piste                       | 14     |        |
| Abd. | 8  | Patrick Tambay        | McLaren-Ford    | 19    | Moteur                                | 20     |        |
| Abd. | 16 | René Arnoux           | Renault         | 14    | Accident                              | 8      |        |
| Abd. | 9  | Hans-Joachim Stuck    | ATS-Ford        | 14    | Accident                              | 12     |        |
| Abd. | 26 | Jacques Laffite       | Ligier-Ford     | 10    | Moteur                                | 5      |        |
| Nq.  | 30 | Jochen Mass           | Arrows-Ford     |       | Non qualifié                          |        |        |
| Nq.  | 22 | Marc Surer            | Ensign-Ford     |       | Non qualifié                          |        |        |
| Nq.  | 20 | Keke Rosberg          | Wolf-Ford       |       | Non qualifié                          |        |        |
| Nq.  | 19 | Alex Ribeiro          | Fittipaldi-Ford |       | Non qualifié                          |        |        |
| Nq.  | 24 | Arturo Merzario       | Merzario-Ford   |       | Non qualifié                          |        |        |
| Ret. | 5  | Niki Lauda            | Brabham-Ford    |       | Retrait volontaire pendant les essais |        |        |

Légende :
- Abd.=Abandon

## Pole position et record du tour
- Pole position : Alan Jones en 1 min 29 s 892 (vitesse moyenne : 176,612 km/h).
- Tour le plus rapide : Alan Jones en 1 min 31 s 272 au 65e tour (vitesse moyenne : 173,942 km/h).

## Tours en tête
- Gilles Villeneuve : 50 (1-50)
- Alan Jones : 22 (51-72)

## À noter
- 5e victoire pour Alan Jones.
- 5e victoire pour Williams en tant que constructeur.
- 125e victoire pour Ford en tant que motoriste.
- Durant les essais, Niki Lauda annonce qu'il se retire de la Formule 1. Ricardo Zunino le remplace pour la course.